# Jonathan Koch
Jonathan Koch (Gießen, 29 de octubre de 1985) es un deportista alemán que compitió en remo.
Ganó dos medallas en el Campeonato Mundial de Remo, en los años 2010 y 2017, y dos medallas de bronce en el Campeonato Europeo de Remo, en los años 2013 y 2016.

## Palmarés internacional
| Campeonato Mundial | Campeonato Mundial        | Campeonato Mundial | Campeonato Mundial        |
| Año                | Lugar                     | Medalla            | Prueba                    |
| ------------------ | ------------------------- | ------------------ | ------------------------- |
| 2010               | Cambridge (Nueva Zelanda) | Medalla de oro     | Cuatro scull ligero       |
| 2017               | Sarasota (Estados Unidos) | Medalla de bronce  | Cuatro sin timonel ligero |
| Campeonato Europeo |                           |                    |                           |
| Año                | Lugar                     | Medalla            | Prueba                    |
| 2013               | Sevilla (España)          | Medalla de bronce  | Scull individual ligero   |
| 2016               | Brandeburgo (Alemania)    | Medalla de bronce  | Cuatro sin timonel ligero |